# Rimóczi József
Rimóczi József (Debrecen, 1966. február 14. – 2016. február 2. előtt) gépészmérnök, politikus, országgyűlési képviselő 1994 és 1998 között.

## Élete
Édesapja gépkocsivezető volt. Általános iskolába a debreceni Csapókertbe járt. Középiskolai tanulmányait a Péchy Mihály Építőipari Szakközépiskolában végezte és építőgépész szakon érettségizett. 1984-85-ben előfelvételis sorkatonai szolgálatát a Nógrád megyei Rétságon teljesítette. 1985 és 1990 között a Budapesti Műszaki Egyetem Közlekedésmérnöki karán tanult. 1988-tól a Hallgatói Képviselet vezetőjeként tevékenykedett. 1990-ben gépészmérnökként diplomázott.
1990 szeptemberétől az egyetem Gépipari Technológiai Tanszékén tanszéki mérnökként helyezkedett el. 1993 májusától tanársegéd volt.
Az 1994. évi országgyűlési választásokon egyéni jelöltként nem indult, a Magyar Szocialista Párt Hajdú-Bihar megyei listájának 12. helyéről került a parlamentbe, ahol a Külügyi Bizottság tagja volt.
49 évesen 2016 elején hunyt el. Temetése a hajdúsámsoni temetőben volt február 5-én.